# Nikki Knightly
Nikki Knightly (Los Ángeles, California; 4 de octubre de 1992) es una actriz pornográfica y modelo erótica estadounidense.

## Biografía
Aunque nacida en Los Ángeles, se crio en Pasadena. Sus padres se divorciaron cuando ella era muy joven. Se mudó con su madre a Seattle cuando tenía 7 años. En la adolescencia tenía problemas en la escuela y decidió regresar a California para vivir con su padre. Después de terminar el instituto comenzó a trabajar como modelo, entre dichas parcelas la de modelo erótica.
Debutó como actriz pornográfica en 2013, a los 21 años, siendo sus primeras escenas de masturbación y de sexo lésbico.
Como actriz, ha rodado para productoras como Wicked Pictures, Hustler, Evil Angel, Filly Films, Reality Kings, Digital Sin, Kink.com, Girlfriends Films, Zero Tolerance, Brazzers, Naughty America o Archangel, entre otras.
Ha rodado más de 170 películas como actriz.
Algunas películas suyas son Along For The Ride, Girl Attack 3, Lesbian Cheerleaders, Mom's Day Job, My Creepy Boss, My Sister's First Gangbang 2, POV Mania 10, Sharing My Husband o Women of the Middle East.